# Себастьян Лейтнер
Себастьян Лейтнер (нім. Sebastian Leitner; 1919 Зальцбург – 1989) був німецьким журналістом і популяризатором науки.
Будучи студентом у Відні, був на короткий час затриманий нацистами в 1938 через те що не підтримував анексію Австрії Німеччиною. Пізніше переїхав у Франкфурт щоб вивчати правознавство, але був завербований до Вермахту в 1942. Після кількох років перебування в  радянській в’язниці, повернувся до Німеччини в 1949 і почав кар’єру a коментатора. Його дружиною була австрійська журналістка Теа Лейтнер.
Спершу він зосереджувався на правознавчих та соціологічних темах, але потім взявся за медичні та психологічні. Його книжка So lernt man lernen (Як навчитися вчитися), практичний посібник з психології навчання, стала бестселлером. В цій книжці він описав свою систему Лейтнера навчання за допомогою розподілених повторень.